# Bank für Industrie und Bergbau

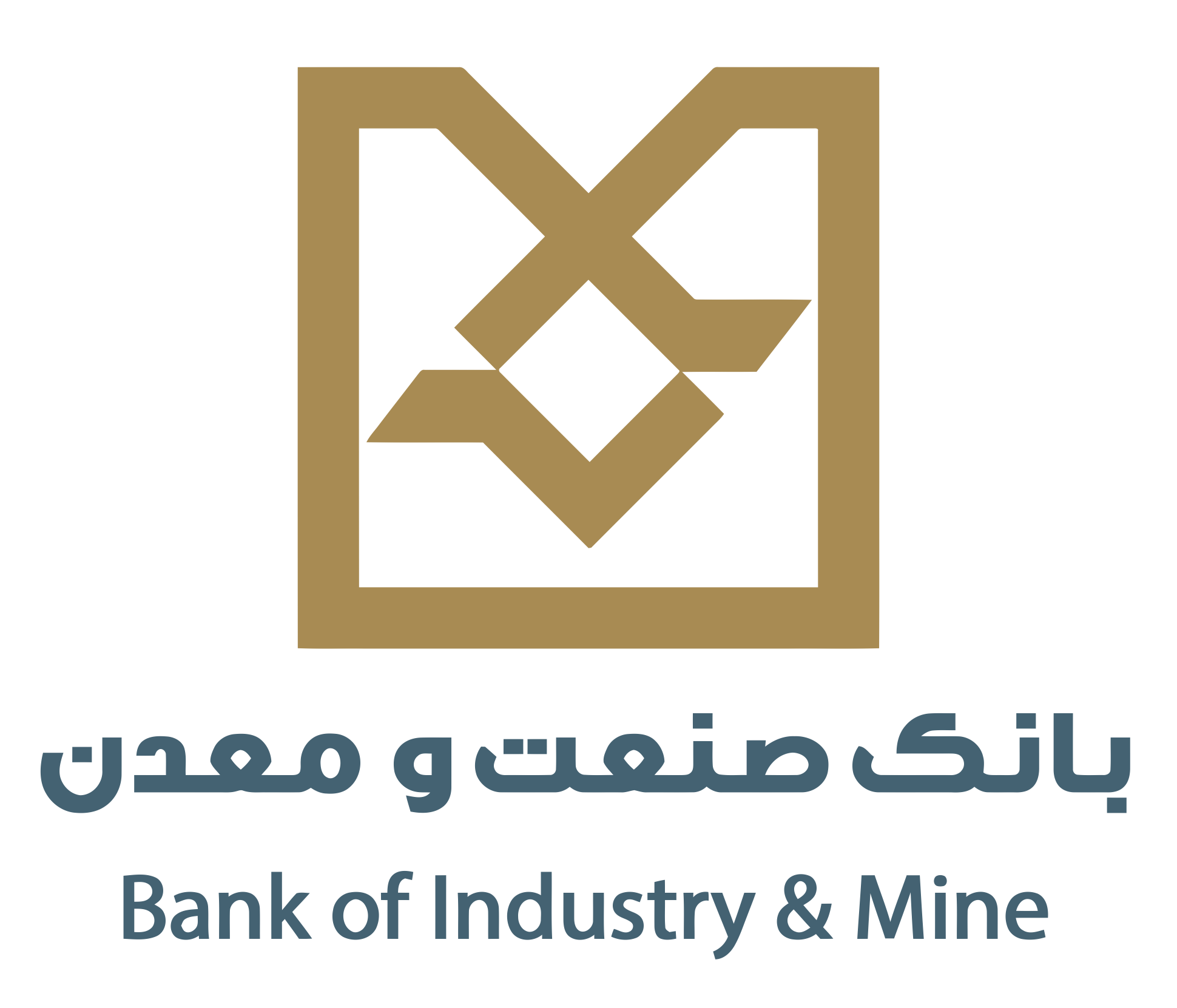
Logo

Sanat va Madan Bank (persisch بانک صنعت و معدن, „Bank für Industrie und Bergbau“, engl. Bank for Industry and Mine) ist ein im iranischen Staatsbesitz befindliches Bankinstitut mit Sitz in Teheran, Iran. Die Gründung erfolgte 1959. Aufgabenstellung ist die Unterstützung wirtschaftlicher Entwicklung und Fortschritt der iranischen Industrie und des iranischen Bergbaus.

## Beteiligungen
Die Bank ist mit 52 % an der Hamburger Bank Europäisch-Iranische Handelsbank (EIHB) beteiligt.

## Sanktionen
Die Bank befindet sich auf Sanktionslisten des US-amerikanischen Finanzministeriums und ist – jedoch im Unterschied zu den Banken Melli und Saderat nicht namentlich – Objekt der Resolution 1803 des UN-Sicherheitsrats. Diese Dokumente verbieten Geschäfte mit der Bank, um eine Verbreitung atomarer Technik und Raketentechnik in den Iran zu verhindern. Vermögenswerte der Bank sind als Folge der Sanktionen in verschiedenen Ländern eingefroren.